# 陈晓楠
陈晓楠（1973年11月13日—）北京人，出生于天津，腾讯网副总编辑，曾担任凤凰卫视主持人十余年。

## 经历
中学毕业于北京大学附属中学。1991至1995年，就读于北京广播学院，主修国际新闻。1994年，大学在读期间开始就职于北京电视台，主持过《大全景》、《江山如此多娇》、《世界你好》、《双语杂志》等栏目。期间兼职主持中央电视台《世界经济报道》，并荣获首届全国十佳经济节目主持人称号。1999上海财富论坛期间，她主持的《财富对话》，以其轻松活泼的主持风格给人留下了深刻的印象。
2000年底，陈晓楠加盟凤凰卫视，任《凤凰早班车》、《凤凰午间特快》新闻主播。2003年起，担纲主持关注普通人命运的《冷暖人生》栏目。她也长期担任凤凰卫视中文台节目《凤凰大视野》的主持人。此间还参与了多次大型直播节目，如九一一袭击事件、北京申奥、俄罗斯人质事件、伊拉克战争等。曾在伊战前夕，深入伊拉克采访，并制作了《热火巴格达》。在2006年黎以冲突爆发期间，深入黎巴嫩，为观众带来来自第一线的报道。
2017年3月离开凤凰卫视，加入腾讯网担任副总编辑及首席主持人。